# Dipartimento di Ngo-Ketunjia
Il dipartimento di Ngo-Ketunjia è un dipartimento del Camerun nella Regione del Nordovest.

## Comuni
Il dipartimento è suddiviso in 3 comuni:
- Babessi
- Balikumbat
- Ndop